# Teofilo Folengo

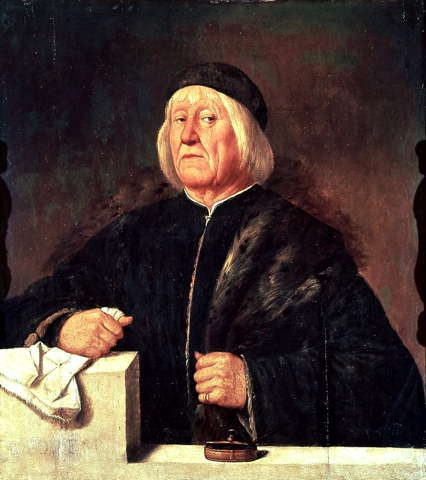
Teofilo Folengo, porträtt av Girolamo Romani.

Teofilo Folengo, född 8 november 1491 i Mantua, död 9 december 1544 i Campese di Bassano, var en italiensk diktare.
Folengo studerade i Bologna, blev benediktinmunk antagligen efter 1513, lämnade kloster och återvände dit 1530. Hans främsta arbete är Baldus, en dikt på makaroniskt latin, under pseudonymen Merlin Cocai (främsta upplagan 1552), en framställning av bönderna och allmogens liv, delvis som en parodi på riddardiktningen. Den har ansetts som den makaroniska poesins främsta verk.